# Oktober 2006
| oktober 2006 |
| - Ameriška državna sekretarka Condoleezza Rice je drugi dan azijske turneje danes prispela v Južno Korejo, kjer se bo z japonskim in južnokorejskim kolegom pogovarjala o severnokorejskem jedrskem programu. - Sorodniki desetih žrtev NATO napada na srbsko mesto Varvarin leta 1999 so sprožili proces proti Nemčiji. - V skladišču srbske vojske blizu Niša je ponoči odjeknilo več eksplozij, ki so lažje ranile deset ljudi. - ZDA so opozorile Severno Korejo, da jo bodo deletele hude posledice ob morebitnem poskusu prodaje jedrskega orožja Iranu ali Al Kaidi. - Poljski obmejni organi so v svojih ozemeljskih vodah streljali na nemško potniško ladjo, ki je zajela poljske carinike. - V 93. letu je umrl slovenski prevajalec Janko Moder. - Severnokorejski voditelj Kim Džong Il je posebnemu kitajskemu odposlancu zagotovil, da ne bodo izvedli novih jedrskih poskusov. RTV - V Gazi so napadli konvoj vozil palestinskega premierja Ismaila Hanije, vendar premier v napadu ni bil poškodovan. RTV - V avtobusni nesreči v Indiji je umrlo 56 ljudi, od tega kar 15 otrok. Avtobus je med zavijanjem strmoglavil v ribnik. 24ur - Policisti so aretirali nekdanjega župnika župnije Kašelj - Zalog Francija Frantarja obtoženega pedofilije, ki so ga iskali z mednarodno tiralico. 24ur - S podpisom urbanistične pogodbe med TriGranitom in Mestno občino Ljubljana je omogočen začetek gradnje Potniškega centra Ljubljana. - Aljaž Pegan je na Svetovnem prvenstvu v športni gimnastiki 2006 v Århusu osvojil 2. mesto. - V Sloveniji so potekale lokalne volitve. - Sudanska vlada je glavnemu odposlancu Združenih narodov v Kartumu Janu Pronku ukazala, da mora v treh dneh zapustiti državo . - Z dirko Formule 1 za Veliko nagrado Brazilije se je končala sezona 2006. Zmagal je dobil domačin Felipe Massa, Fernando Alonso je z drugim mestom že drugič zapored osvojil naslov svetovnega prvaka, Michael Schumacher pa je s 4. mestom končal svojo bogato kariero. - Izrael je priznal, da so izraelski vojaki v vojni s skrajnim libanonskim gibanjem Hezbolah letos poleti proti vojaškim ciljem uporabljali sporne bombe z belim fosforjem . - V Bolgariji se je predsedniških volitev udeležilo le 33,6 odstotka volivcev, zato bo za potrditev zmage Georgija Parvanova potreben drugi krog . - Volivci v Panami so na referendumu podprli širitev Panamskega prekopa, kar naj bi povečalo promet in spodbudilo trgovino . - Po poročanju ameriške televizije CBS so uslužbenci iraškega obrambnega ministrstva pred lanskimi volitvami pokradli več kot 500 milijonov dolarjev pomoči, namenjene boju proti upornikom . - Rusko vesoljsko transportno plovilo Progress je popoldne s kazahstanskega vesoljskega izstrelišča Bajkonur poletelo v vesolje proti Mednarodni vesoljski postaji. Plovilo bo na postajo dostavilo več kot 2,5 tone hrane, vode, goriva, opreme in daril družinskih članov . - Zaradi bombnega preplaha, že tretjega v tem mesecu, so morali izprazniti sodno palačo v Ljubljani . - Eden od delujočih filipinskih vulkanov je danes izbruhnil ogromen oblak pepela, ki je bil po besedah očividcev visok več kot kilometer . - V nemirih, ki so v Budimpešti izbruhnili ob obletnici madžarske revolucije, je bilo lažje ranjenih okoli sto ljudi . - Štirje oboroženi Palestinci so na območju Gaze ugrabili španskega fotografa, ki je delal za ameriško tiskovno agencijo . - Tajvanski poslanec Lee Abo je v parlamentu s solzivcem prekinil razpravo o zakonu o nakupu orožja . - Komisija za raziskave in ureditev grobišč žrtev povojnih pobojev bo začela pripravljati območje Lovrenške grape na arheološki prekop . - Norveška vlada bo k projektu revitalizacije jeder 5 gorenjskih mest prispevala 85 odstotkov od 1,4 milijona evrov, potrebnih sredstev . - Severna Koreja je zagrozila z vojno, če bo Južna Koreja sodelovala pri izvajanju sankcij proti Pjongjangu . - V javnost je priculjalo poročilo severnokorejskega obrambnega ministrstva, ki razkriva, da je Severna Koreja pridobila 50 kilogramov plutonija. - Mehiškemu polotoku Baja California se bliža tropska nevihta Paul, zaradi katere sta že umrla dva človeka, več sto ljudi so evakuirali . - Ob prvi obletnici nemirov v Franciji so v dveh pariških predmestjih izbruhnili neredi, pri čemer je skupina mladih zažgala avtobus . - V Črni gori so zamaskirani napadalci pretepli znanega pisatelja Jevrema Brkovića in ubili njegovega voznika . - V neurjih na Iberskem polotoku je umrlo najmanj pet ljudi. Narasle vode so poplavile ceste in hiše . - Nemški časopis Bild je objavil fotografije skupine nemških vojakov, ki so leta 2003 v Kabulu v Afganistanu oskrunili neko truplo . - Španskega fotoreporterja, ki so ga v torek ugrabili štirje oboroženi Palestinci v Gazi, so že po enem dnevu izpustili nepoškodovanega . - Študija Univerze Illinois iz Chicaga je pokazala da so zaradi naraščanja telesne teže Američani od leta 1960 porabili za več kot 3500 milijonov litrov bencina . - Ježkovo nagrado za leto 2006 je žirija RTV Slovenija podelila komiku ter radijskemu in televizijskemu voditelju Sašu Hribarju. - V bombardiranju na jugu Afganistana so Natova letala ubila najmanj 50 civilistov, med njimi večinoma ženske in otroke . - Generalni skupščini ZN-a tudi po 41. krogih glasovanja ni uspelo izvoliti nove nestalne članice varnostnega sveta iz Latinske Amerike in Karibov . - V ruski regiji Pskov so razglasili izredne razmere, potem ko je zaradi zastrupitve z alkoholom umrlo 15 ljudi, 400 jih je v bolnišnici . - Dansko sodišče je oprostilo vodstvo časnika, ki je z objavo karikature preroka Mohameda razburilo muslimanski svet . - Policisti so v hotelski sobi na otoku Krf našli trupli dveh britanskih otrok. Umrla naj bi zaradi zastrupitve . - Premier Janez Janša je v Celju odprl prvo stavbo tehnološkega parka Tehnopolis, ki ga po njegovem mnenju regija močno potrebuje . - Vlada republike Slovenije je sprejela sklepa o odprtju konzulata v Južni Koreji in o imenovanju Yoona Byonga Hwaja za častnega konzula v Seulu. Konzulat bo pokrival celotno ozemlje Južne Koreje, častni konzul pa se bo zavzemal za krepitev bilateralnih odnosov med državama ter gospodarskega, političnega, kulturnega in znanstvenega sodelovanja, so sporočili iz urada vlade za informiranje. - Ameriški predsednik George Bush je podpisal zakon, ki dovoljuje gradnjo več kot 1.100 kilometrov dolge ograje vzdolž meje z Mehiko . - V spopadih med pripadniki iraških policijskih sil in iraškimi uporniki severno od Bagdada je umrlo približno 43 ljudi . - Čilsko sodišče je za nekdanjega diktatorja Augusta Pinocheta odredilo pripor zaradi vpletenosti v zločine proti nasprotnikom. - Prebivalci Ambrusa so po napadu na njihovega krajana na četrtkovem zboru krajanov sprejeli poziv, da je treba Rome preseliti . - Avstralski mufti si je z izjavami, da so nepokrite ženske surovo meso, prislužil trimesečno prepoved pridiganja. - Začel je veljati novi zakon o vinu, ki uvaja tri vinorodne dežele. Novost je romanski tip varstva in zaščite porekla vina. - Onkološki inštitut je od ministrstva za zdravje prejel sedem operacijskih miz podjetja Soča Oprema. Arhivirano 2006-11-08 na Wayback Machine. - V Srbiji in ponekod na Kosovu poteka dvodnevni referendum o novi ustavi, ki določa avtonomnost Kosova v okviru Srbije . - Makedonija pričakuje, da bo leta 2008 dobila povabilo za članstvo v zvezi Nato, vstop v Evropsko unijo pa si obeta leta 2012 . - Evangeličanska cerkev in Protestantsko društvo Primož Trubar sta ob dnevu reformacije v Murski Soboti pripravila posebno slovesnost . - Seizmografi so ob 15.55 zaznali potresni sunek z magnitudo 3,5 stopnje po Richterjevi lestvici z epicentrom 20 kilometrov južno od Brežic . - Pred dnevom spomina na mrtve so se Dražgošani z žalno slovesnostjo poklonili vsem žrtvam druge svetovne vojne na loškem območju . - Severovzhodni del ZDA so v soboto in nedeljo zajela huda neurja z močnim vetrom, ki je podiral vse pred sabo, na tisoče gospodinjstev pa je ostalo brez elektrike. - Pred dnevom spomina je bila v Mariboru žalna slovesnost ob spomeniku žrtvam agresije JLA-ja na Slovenijo leta 1991 . - V devetdesetem letu starosti je umrl južnoafriški politik, dolgoletni ministrski predsednik in predsednik države Pieter Willem Botha (* 1916). - Severna Koreja je privolila v vrnitev k prekinjenim šeststranskim pogajanjem o končanju jedrskega programa . - Francoska policija je aretirala pet mladoletnikov, ki jih sumi sobotnega požiga avtobusa, v katerem je bila huje ranjena priseljenka . - Neapelj na jugu Italije je zajel val nasilja, ki spominja na mafijske obračune, zato nekateri že pozivajo k napotitvi vojske . |